# Lijst van voetbalinterlands Georgië - Libanon
Deze lijst van voetbalinterlands is een overzicht van alle officiële voetbalwedstrijden tussen de nationale teams van Georgië en Libanon. De landen speelden tot op heden twee keer tegen elkaar. De eerste ontmoeting, een vriendschappelijke wedstrijd, werd gespeeld in Beiroet op 5 december 1996. Het laatste duel, eveneens een vriendschappelijke wedstrijd, vond plaats op 8 december 1996 in de Libanese hoofdstad.

## Wedstrijden
| № | Plaats  | Datum           | Competitie        | Wedstrijd         | Uitslag |
| - | ------- | --------------- | ----------------- | ----------------- | ------- |
| 1 | Beiroet | 5 december 1996 | Vriendschappelijk | Libanon – Georgië | 4 – 2   |
| 2 | Beiroet | 8 december 1996 | Vriendschappelijk | Libanon – Georgië | 3 – 2   |

## Samenvatting
| Competitie        | Totaal gespeeld | Winst Georgië | Gelijk | Winst Libanon | Doelsaldo Georgië – Libanon |
| ----------------- | --------------- | ------------- | ------ | ------------- | --------------------------- |
| Vriendschappelijk | 2               | 0             | 0      | 2             | 4 − 7                       |
| Totaal            | 2               | 0             | 0      | 2             | 4 − 7                       |

## Details

### Eerste ontmoeting
| Vriendschappelijk (Beiroet, Libanon, 5 december 1996): |              | |
| Libanon | 4 – 2        | Georgië |
| Wartan Ghazarian 70' Fouad Hijazi 73' Jamal Taha 78' Chaaban Hamade 89' | goals        | 58' Aleksander Iasjvili 67' Giorgi Kinkladze |
| Terry Yorath | bondscoach   | Vladimer Goetsaevi |
| Ali Fakih Kevork Garabedian Korken Yenkibarian Ibrahim El-Hosni Hassan Ayoub Armen Yekidbatchian ??' Salim Hamzeh ??' Jamal Taha Fouad Hijazi Tro Kehayan ??' Wartan Ghazarian ??' | opstellingen | Davit Aslanadze Kacha Kaladze 78' Shalva Khujadze Levan Kobiasjvili Levan Tskitishvili Giorgi Kiknadze Giorgi Gachokidze Giorgi Daraselia 38' Mikhail Potskhveria 70' Aleksander Iasjvili Zviad Jeladze |
| Mohamad Messelmani ??' Zaher Al-Andari ??' Chaaban Hamade ??' | wissels      | 38' Micheil Asjvetia 70' Georgi Demetradze 78' Givi Didava |
| | gele kaarten | ??' Levan Kobiasjvili |
| | rode kaarten | 65' Kacha Kaladze |

### Tweede ontmoeting
| Vriendschappelijk (Beiroet, Libanon, 8 december 1996): |              | |
| Libanon | 3 – 2        | Georgië |
| Hassan Ayoub 14' (pen.) Jamal Taha 21' Wartan Ghazarian 65' | goals        | 13' (pen.) Giorgi Gachokidze 23' Levan Tskitishvili |
| Terry Yorath | bondscoach   | Vladimer Goetsaevi |
| Bilal Hachem Kevork Garabedian Korken Yenkibarian Ibrahim El-Hosni Hassan Ayoub Babkin Melikian ??' Salim Hamzeh Jamal Taha Fouad Hijazi Mohamad Messelmani ??' Wartan Ghazarian ??' | opstellingen | Nikoloz Togonidze Kacha Kaladze 46' Levan Tskitishvili Givi Didava Shalva Khujadze Levan Kobiasjvili Giorgi Kiknadze Giorgi Gachokidze Giorgi Daraselia 65' Mikhail Potskhveria Aleksander Iasjvili |
| Moussa Hjeij ??' Tro Kehayan ??' | wissels      | 46' Zviad Jeladze 65' Georgi Demetradze |
| | gele kaarten | ??' Givi Didava ??' Levan Kobiasjvili ??' Kacha Kaladze |

GFF · A-internationals · Bondscoaches · Statistieken · Georgisch vrouwenelftal · Georgië U21 · Georgië U20 · Georgië U19 · Georgië U18 · Georgië U17 · Georgië U16
1990 – 1999 ·
2000 – 2009 ·
2010 – 2019 ·
2020 − 2029
1990 · 
1991 · 
1992 · 
1993 · 
1994 · 
1995 · 
1996 · 
1997 · 
1998 · 
1999 · 
2000 · 
2001 · 
2002 · 
2003 · 
2004 · 
2005 · 
2006 · 
2007 · 
2008 · 
2009 · 
2010 · 
2011 · 
2012 · 
2013 · 
2014 · 
2015 ·
2016 ·
2017 ·
2018 ·
2019 ·
2020 ·
2021 ·
2022 ·
2023 ·
2024
Albanië ·
Andorra ·
Armenië ·
Azerbeidzjan ·
Bosnië en Herzegovina ·
Bulgarije ·
Cyprus ·
Denemarken ·
Duitsland ·
Egypte ·
Engeland ·
Estland ·
Faeröer ·
Finland ·
Frankrijk ·
Gibraltar ·
Griekenland ·
Hongarije ·
Ierland ·
IJsland ·
Iran ·
Israël ·
Italië ·
Jordanië ·
Kameroen ·
Kazachstan ·
Kosovo ·
Kroatië ·
Letland ·
Libanon ·
Liechtenstein ·
Litouwen ·
Luxemburg ·
Malta ·
Marokko ·
Moldavië ·
Mongolië ·
Montenegro · 
Nederland ·
Nieuw-Zeeland ·
Nigeria ·
Noord-Ierland ·
Noord-Macedonië ·
Noorwegen ·
Oekraïne ·
Oezbekistan ·
Oostenrijk ·
Paraguay ·
Polen ·
Portugal ·
Qatar ·
Roemenië ·
Rusland ·
Saint Kitts en Nevis ·
Saoedi-Arabië ·
Schotland ·
Servië ·
Slovenië ·
Slowakije ·
Spanje ·
Thailand ·
Tsjechië ·
Tunesië ·
Turkije ·
Uruguay ·
Verenigde Arabische Emiraten ·
Wales ·
Wit-Rusland ·
Zuid-Afrika ·
Zuid-Korea ·
Zweden ·
Zwitserland
FLFA · 
A-internationals · 
Libanees vrouwenelftal
1940 – 1949 · 
1950 – 1959 · 
1960 – 1969 · 
1970 – 1979 · 
1980 – 1989 · 
1990 – 1999 · 
2000 – 2009 · 
2010 – 2019 ·
2020 − 2029
Afghanistan ·
Algerije ·
Armenië ·
Australië ·
Bahrein ·
Bangladesh ·
Bhutan ·
Bulgarije ·
Cambodja ·
China ·
Cyprus ·
Djibouti ·
Ecuador ·
Egypte ·
Equatoriaal-Guinea ·
Estland ·
Filipijnen ·
Gabon ·
Georgië ·
Hongarije ·
Hongkong ·
India ·
Irak ·
Iran ·
Jemen ·
Jordanië ·
Kazachstan ·
Kirgizië ·
Koeweit ·
Laos ·
Libië ·
Malediven ·
Maleisië ·
Malta ·
Marokko ·
Mauritanië ·
Mongolië ·
Montenegro ·
Myanmar ·
Namibië ·
Nieuw-Zeeland ·
Noord-Korea ·
Noord-Macedonië ·
Oeganda ·
Oezbekistan ·
Oman ·
Oost-Timor ·
Pakistan ·
Palestina ·
Qatar ·
San Marino ·
Saoedi-Arabië ·
Singapore ·
Slowakije ·
Soedan ·
Somalië ·
Sri Lanka ·
Syrië ·
Tadzjikistan ·
Thailand ·
Tsjechië ·
Tunesië ·
Turkije ·
Turkmenistan ·
Vanuatu ·
Verenigde Arabische Emiraten ·
Vietnam ·
Zuid-Korea